# NGC 5928
NGC 5928 ist eine 12,5 mag helle, linsenförmige Galaxie vom Hubble-Typ S0 im Sternbild Schlange. Sie ist schätzungsweise 205 Millionen Lichtjahre von der Milchstraße entfernt.
Sie wurde am 24. Mai 1791 von Wilhelm Herschel mit einem 18,7-Zoll-Spiegelteleskop entdeckt, der sie dabei mit „pB, pL, iR, vgmbM“ beschrieb.